# بخش پایک (شهرستان کوشوکتون، اوهایو)
بخش پایک (به انگلیسی: Pike Township) یک منطقهٔ مسکونی در ایالات متحده آمریکا است که در شهرستان کوشاکتن، اوهایو واقع شده‌است.
 بخش پایک ۶۳٫۶ کیلومتر مربع مساحت و ۶۳۸ نفر جمعیت دارد و ۳۰۶ متر بالاتر از سطح دریا واقع شده‌است.